# 中央人民政府人事部
中央人民政府人事部是根据1949年9月27日中国人民政治协商会议第一届全体会议通过的《中华人民共和国中央人民政府组织法》第十八条的规定，于1950年9月5日设立的一个中央人民政府政务院部门。

## 部门工作
按照相关规定，中央人民政府人事部负责统一管理全国在职、在野、在学、在党和非党干部，保证人事政策和人事制度的统一，避免人事管理机构重叠、工作分散的现象出现。

## 历史
1949年10月1日中华人民共和国中央人民政府成立。
1950年9月5日，中央人民政府委员会第九次会议决定，成立中央人民政府人事部。包括原政务院人事局、政务院财政经济委员会、政务院文化教育委员会、政务院政治法律委员会的人事局（人事处）和中央人民政府内务部干部司随即撤销，有关业务全部交由中央人民政府人事部办理。任命安子文为中央人民政府人事部部部长。
1951年5月，中央人民政府人事部内设机构调整为一厅三局。
1951年12月7日，中央人民政府政务院第一百一十四次政务会议决定，省（市）以上均设置编制委员会，具体工作由中央人民政府人事部办理。全国编制委员会的日常工作，由中央人民政府财政部划归中央人民政府人事部办理。
1954年9月，第一届全国人民代表大会第一次会议在北京召开，会议通过了《中华人民共和国宪法》和《中华人民共和国国务院组织法》，成立中华人民共和国国务院。根据《国务院组织法》的规定，国务院不设置人事部，原中央人民政府人事部的部分工作移交给中华人民共和国高等教育部负责。

## 组织结构
中央人民政府人事部成立后，机关设置为一厅四局，按照政法、文教、财经体制设局。后调整改建为一厅三局。
- 中央人民政府人事部
  - 办公厅
  - 一局（干部局）
  - 二局（工资福利局）
  - 三局（教育局）

## 历任部长
1. 安子文（1950年9月－1954年11月）

## 副部长
- 孙起孟